# Tema de cierre
En programas de radio y en obras audiovisuales como películas o series de televisión, el tema de cierre es un tema musical (ya sea cantado o instrumental) que se interpreta en el final del programa, de la película o de cada episodio de la serie. A estos temas musicales, incluso cuando sirven para la apertura, también se les llama sintonías.
Algunos hispanohablantes emplean el anglicismo ending (abreviación del término en inglés ending theme (y más particularmente, en el contexto de las series de animación japonesa, este anglicismo toma la forma en japonés エンディングテーマ, endingu tēma), pero en realidad este término (ending) no es correcto en español.
Los temas de cierre, naturalmente, se oyen durante las secuencias de cierre y los temas de apertura se oyen durante las secuencias de apertura.

## Temas de cierre en el ámbito de las series japonesas
En las series de la televisión japonesa, el tema de cierre suele ser un tema musical relativamente corto y adaptado a los horarios de la programación televisiva. No suele durar más de un minuto y medio, a pesar de que el tema original suele durar entre tres y cuatro minutos. La emisión del ending normalmente, aunque no necesariamente, incluye imágenes que hacen referencia al anime a la que pertenece. Su abreviación es conocida por las letras ED.
Los ending es que generalmente son de corte melancólico, canciones románticas o lentas; quizá con la intención de que los oyentes melancolicen con el capítulo finalizado, aunque algunos son también muy movidos. Esta misma mayoría, trata sobre temas que tienen que ver con el amor.
La canción de un ending suele ser interpretada por músicos locales, aunque últimamente también los hay extranjeros.
Series género Tokusatsu en Japón como lo son Kamen Rider utilizan en su mayoría el tema de cierre al final del capítulo sin imagen alguna, como una música de fondo para el clímax de cada episodio.

## El negocio delending
Tanto los temas de apertura como de cierre han cobrado gran importancia para las serie tanto a nivel comercial como económico.
Una serie de éxito puede sacar provecho de su conocida música para sacar al mercado su tema de cierre como single, por ejemplo. El soporte de audio (por ejemplo un CD) suele venir con una versión remix del tema correspondiente. Por otra parte, al ser este tema emitido por la radio o al ser utilizado en los vídeos de sus autores, se logra la relación que se pretende: recordar la serie de anime. Es de notar también que estos dos mercados en Japón mueven millones de yenes al año.
Además, estos temas de inicio y de cierre, pueden representar el lanzamiento de la carrera de muchos cantantes o grupos noveles que prestan sus temas para ser asociados a las series, las cuales se emiten a nivel nacional. Por lo tanto, el tema musical, una vez comercializado, es en sí una plataforma ideal para los nuevos músicos y una forma camuflada para que los grupos conocidos mantengan su fama.

## Música extranjera
Últimamente han aparecido temas de inicio o de cierre con autores conocidos a nivel internacional, como es el caso de los escoceses de Franz Ferdinand que pusieron su tema «Do you want to» para el anime Paradise Kiss. Según se cuenta, el vocalista de la banda era fan de la mangaka autora de Paradise Kiss, Ai Yazawa, conociéndose, este le prometió que al salir su manga al anime, prestaría un tema de su banda. Otro caso es el tema de cierre del anime Ergo Proxy, interpretado por el grupo inglés Radiohead con su conocido y clásico tema «Paranoid Android».
En el ámbito de los remixes, el tema de cierre de Evangelion («Fly me to the moon», una versión -cover- de Bart Howard, cuyo tema fue popularizado en América por Frank Sinatra) ha tenido varias versiones y ha sacado al mercado un número considerable de discos compactos.

## Recepción
En convenciones de manga y anime es frecuente que se realicen concursos de karaoke en los que los participantes interpretan sus temas de inicio o de cierre favoritos, junto a otros clásicos posibles de la cultura otaku.